# Seriana bifurcata
Seriana bifurcata är en insektsart som beskrevs av Irena Dworakowska 1981. Seriana bifurcata ingår i släktet Seriana och familjen dvärgstritar. Inga underarter finns listade i Catalogue of Life.